# Gerardo Flores Zúñiga
Gerardo Flores Zúñiga, (Xochitepec, 5 de fevereiro de 1986), é um ex-futebolista mexicano que atuava como lateral.

## Títulos
Atlas
- Copa México: Clausura 2013